# 1730'erne
Århundreder: 17. århundrede – 18. århundrede – 19. århundrede
Årtier: 1680'erne 1690'erne 1700'erne 1710'erne 1720'erne – 1730'erne – 1740'erne 1750'erne 1760'erne 1770'erne 1780'erne
År: 1730 1731 1732 1733 1734 1735 1736 1737 1738 1739
Begivenheder
Personer